# Dipodomys californicus
Dipodomys californicus is een zoogdier uit de familie van de wangzakmuizen (Heteromyidae). De wetenschappelijke naam van de soort werd voor het eerst geldig gepubliceerd door Merriam in 1890.

## Voorkomen
De soort komt voor in de Verenigde Staten.